# حزب الشعب (الولايات المتحدة)
كان حزب الشعب، ويعرف أيضًا بالحزب الشعبوي أو باختصار بالشعبويين، حزبًا سياسيًا زراعيًا يساريًا في الولايات المتحدة في القرن التاسع عشر. برز الحزب الشعبوي في أوائل التسعينيات من القرن التاسع عشر كقوة هامة في جنوب وغرب الولايات المتحدة، إلا أن الحزب انهار بعد ترشيحه للديمقراطي ويليام جينينغز بريان في الانتخابات الرئاسية الأمريكية لعام 1896. واصلت إحدى فصائل الحزب نشاطها خلال العقد الأول من القرن العشرين، إلا أنها لم تحقق مطلقًا الشعبية التي كان الحزب قد نالها في مطلع التسعينيات من القرن التاسع عشر.
تعود جذور الحزب الشعبوي إلى تحالف المزارعين الذي كان حركة زراعية كانت تشجع الفعل الاقتصادي خلال العصر المذهب، وأيضًا حزب الأوراق النقدية، وهو حزب ثالث سابق كان يؤيد النقد الإلزامي. شجع نجاح مرشحي تحالف المزارعين في انتخابات العام 1890، إضافة إلى النزعة المحافظة لدى كلا الحزبين، قادة التحالف على تأسيس حزب مكتمل قبل انتخابات العام 1892. وضعت مطالب أوكالا مخططًا لبرنامج عمل الحزب الشعبوي: المفاوضة الجماعية والتنظيم الفيدرالي لمعدلات السكك الحديدية وسياسة نقدية توسعية وخطة تابعة للخزينة تتطلب تأسيس مخازن تحت سيطرة فيدرالية لمساعدة المزارعين. وضمت بعض الإجراءات الأخرى التي أيدها الحزب الشعبوي نظام المعدنين وضريبة دخل تصاعدية وانتخابًا مباشرًا لأعضاء مجلس الشيوخ وأسبوع عمل أقصر وتأسيس نظام ادخار بريدي. كانت هذه الإجراءات تهدف بشكل جمعي إلى كبح نفوذ الشركات الاحتكارية والمصالح المالية وتقوية الأعمال التجارية الصغيرة والمزارعين والعمال.
في الانتخابات الرئاسية لعام 1892، فازت لائحة الشعبويين التي كانت تضم جيمس بي ويفر وجيمس جي فيلد ب 8.5% من الأصوات وكانت تمثل أربع ولايات ليصبح أول حزب ثالث منذ نهاية الحرب الأهلية الأمريكية يفوز بمجمع انتخابي. على الرغم من دعم المنظمين العماليين مثل يوجين في ديبس وتيرينس في باوديرلي، فشل الحزب بشكل عام بالفوز بأصوات العمال المدينيين في ميدويست ونورثويست. على مدى السنوات الأربع التالية، واصل الحزب ترشيح مرشحين عن الولاية ومرشحين فيدراليين، وأنشأ منظمات قوية في العديد من الولايات الغربية والجنوبية. قبل الانتخابات الرئاسية لعام 1896، بات الشعبويون منقسمين على نحو متزايد بين «الاندماجيين» الذين أرادوا لائحة رئاسية مشتركة مع الحزب الديمقراطي وبين «الوسطيين» مثل ماري إليزابيت ليس التي كانت تفضل استمرار الحزب الشعبوي كحزب ثالث مستقل. بعد ترشيح المؤتمر الوطني الديمقراطي عام 1896 ويليام جينينغز بريان، وهو مؤيد بارز لنظام المعدنين، رشح الحزب الشعبوي بريان، غير أنه رفض المرشح الديقراطي لمنصب نائب الرئيس لمصلحة زعيم الحزب توماس إي واتسون. في الانتخابات الرئاسية لعام 1896، حقق بريان نجاحًا كاسحًا في الجنوب والغرب إلا أنه هزم بفارق حاسم ضد الجمهوري ويليام مكينلي.
بعد الانتخابات الرئاسية لعام 1896، عانى الحزب الشعبوي من انهيار في كافة أنحاء البلاد. رشح الحزب مرشحي منصب الرئاسة في الانتخابات الرئاسية الثلاث بعد عام 1896، غير أن أيًا من مرشحيه لم يحقق نجاحًا كالنجاح الذي حققه ويفر في عام 1892. توقف نشاط الحزب الشعبوي السابق أو انضم إلى أحزاب أخرى. بعيدًا عن ديبس وبريان، لم يحتفظ سوى سياسيون قليلون لديهم ارتباطات بالحزب الشعبوي ببروز على المستوى الوطني.
يرى المؤرخون أن الحزب الشعبوي كان ردًا على قوة مصالح الشركات في العصر المذهب، إلا أنه ثمة جدالات بينهم تتعلق بدرجة أهلانية الحزب الشعبوي ومناهضته للحداثة. ما تزال مجادلات الباحثين مستمرة أيضًا حول حجم النفوذ الذي مارسه الحزب الشعبوي على الحركات والمنظمات التي ظهرت في وقت لاحق، كحركة التقدميين في الولايات المتحدة مطلع القرن العشرين. كان معظم التقدميين، مثل ثيودور روزفلت وروبيرت لا فوليت ووودرو ويلسون، يبدون عداءًا مريرًا تجاه أعضاء الحزب الشعبوي. في الخطاب السياسي الأمريكي، ارتبطت «الشعبوية» أساسًا بالحزب الشعبوي والحركات اليسارية المرتبطة به، إلا أنه منذ بداية الخمسينيات من القرن العشرين بدأ المصطلح يأخذ معنى أكثر عمومًا يصف أي حركة مناهضة للمؤسسة بصرف النظر عن مكانه على الطيف السياسي اليساري اليميني.

## الجذور

### أسلاف الحزب الثالث
من الناحية الأيديولوجية، تعود جذور الحزب الشعبوي إلى الجدال حول السياسة النقدية في أعقاب الحرب الأهلية الأمريكية. من أجل تمويل تلك الحرب، أيدت المؤسسة المالية الشرقية بشدة العودة إلى عيار الذهب لأسباب أيديولوجية (كانوا يرون أنه ينبغي دعم المال بالذهب الذي، حسبما حاججو، كان يمتلك قيمة متأصلة) ومن أجل مكسب اقتصادي (العودة إلى عيار الذهب ستجعل سندات الديون الحكومية أعلى قيمة). أيدت الإدارات الرئاسية المتعاقبة سياسات «المال الصلب» التي أنهت الأوراق النقدية مقلصة بذلك كمية العملة المتداولة. فازت الفوائد المالية أيضًا بإقرار قانون صك النقود لعام 1873 الذي منع صك الفضة منهيًا بذلك سياسة نظام المعدنين. أثر الانكماش الذي سببته هذه السياسات بشكل كبير على المزارعين بشكل خاص، إذ زاد الانكماش من صعوبة سداد الديون وأفضى إلى انخفاض أكبر في أسعار المنتجات الزراعية.
مع غضبهم من هذه التطورات، بدأ بعض المزارعين وجماعات أخرى بمطالبة الحكومة بتبني العملة الإلزامية بصورة دائمة. تأثر مؤيدو «المال الناعم» هؤلاء بالاقتصادي إدوارد كيلوغ وأليكساندر كامبل، الذين أيدا العملة الإلزامية التي أصدرها المصرف المركزي. على الرغم من منافسة شرسة بين المناصرين، كان كل من الحزبين الرئيسيين متحالفًا بصورة وثيقة مع المصالح التجارية وأيد سياسات اقتصادية مشابهة إلى حد كبير، بما في ذلك عيار الذهاب. أيد برنامج عمل الحزب الديمقراطي لعام 1868 استمرار استخدام الأوراق النقدية، إلا أن الحزب تبنى سياسات المال الصلب بعد انتخابات العام 1868.
على الرغم من أن القوى المؤيدة للمال الناعم تمكنت من الحصول على بعض الدعم في الغرب، ثبت أن إنشاء حزب ثالث كان بالأمر الصعب في بقية أنحاء البلاد. كان الاستقطاب حادًا بين السياسات الإقليمية لفترة ما بعد الحرب الأهلية، إذ بقيت معظم الولايات الشمالية شديدة الارتباط بالحزب الجمهوري، في حين تماهت الولايات الجنوبية مع الحزب الديمقراطي. في السبعينيات من القرن التاسع عشر شكل مؤيدو المال الناعم حزب الأوراق النقدية الذي طالب بمواصلة استخدام العملة الورقية وأيضًا استعادة نظام المعدنين. فاز مرشح حزب الأوراق النقدية جيمس بي ويفر بأكثر من 3% من الأصوات في الانتخابات الرئاسية لعام 1880، إلى أن الحزب لم يتمكن من بناء قاعدة دعم متينة، وانهار في الثمانينيات من القرن التاسع عشر. انضم العديد من المؤيدين السابقين لحزب الأوراق الخضراء إلى حزب العمال، إلا أنه فشل أيضًا بنيل دعم واسع. 

### تحالف المزارعين
شكلت مجموعة من المزارعين تحالف المزارعين في لامباساس، تكساس في عام 1877، وامتد التنظيم بسرعة إلى المقاطعات المحيطة. روج تحالف المزارعين للفعل الاقتصادي الجمعي من قبل المزارعين من أجل مواجهة نظام الاستدانة الذي جعل القوة الاقتصادية بين يدي النخبة المركنتلية التي كانت تزود البضائع على الحساب. نالت الحركة شعبية متزايدة في تكساس في أواسط الثمانينيات من القرن التاسع عشر وتزايدت العضوية في المنظمة من 10 آلاف عضو في عام 1884 حتى 50 ألف عضو في نهاية عام 1885. في الوقت نفسه، بات تحالف المزارعين مسيسًا بصورة متزايدة وهاجم أعضاؤه «المؤسسة النقدية الاحتكارية» بصفتها المصدر والمستفيد من الانكماش ومن نظام الاستدانة. مع الأمل بتوطيد تحالف مع التجمعات العمالية، دعم تحالف المزارعين فرسان العمل في إضراب السكك الحديدية الكبير في جنوب غرب البلاد. في السنة نفسها، طرح مؤتمر تحالف المزارعين مطالب كليبورن التي كانت سلسلة قرارات طالبت، من بين مطالب أخرى، بالمفاوضة الجماعية والتنظيم الفيدرالي لمعدلات السكك الحديدية وسياسة نقدية توسعية ونظام مصرفي وطني تديره الحكومة الفيدرالية.
أثار الفيتو الذي استخدمه الرئيس غروفر كليفلاند ضد قانون بذور تكساس في أوائل العام 1887 غضب العديد من المزارعين وشجع على تنامي تحالف مزارعين شمالي في ولايات مثل كانساس ونيبراسكا. في العام نفسه، ساهم قحط طويل كان قد بدأ في الغرب بإفلاس العديد من المزارعين. في العام 1887، اندمج تحالف المزارعين مع اتحاد مزارعي لويزيانا وامتد نحو الجنوب والسهول الكبرى. في عام 1889، أطلق تشارلز ماكون صحيفة ناشيونال إيكونوميست التي أصبحت الصحيفة الوطنية لتحالف المزارعين. 
ساعد ماكون وقادة آخرون في تحالف المزارعين في تنظيم مؤتمر في شهر ديسمبر من عام 1889 في سانت لويس، انعقد المؤتمر بهدف تشكيل اتحاد منظمات رئيسية للعمال والمزارعين. على الرغم من عدم تحقيق اندماج تام، أيد تحالف المزارعين وفرسان العمل بشكل مشترك برنامج عمل سانت لويس الذي شمل العديد من المطالب القديمة لتحالف المزارعين.